# Copa Mundial de Rugby League de 1975
La Copa Mundial de Rugby League de 1975 fue la séptima edición de la Copa del Mundo de Rugby League.

## Equipos
- Australia
- Francia
- Gales
- Inglaterra
- Nueva Zelanda

## Fase de grupos
| Equipo        | Encuentros | Encuentros | Encuentros | Encuentros | Tantos  | Tantos    | Tantos     | Puntos |
| Equipo        | jugados    | ganados    | empatados  | perdidos   | a favor | en contra | diferencia | Puntos |
| ------------- | ---------- | ---------- | ---------- | ---------- | ------- | --------- | ---------- | ------ |
| Australia     | 8          | 6          | 1          | 1          | 198     | 69        | +129       | 13     |
| Inglaterra    | 8          | 5          | 2          | 1          | 167     | 84        | +83        | 12     |
| Gales         | 8          | 3          | 0          | 5          | 110     | 130       | −20        | 6      |
| Nueva Zelanda | 8          | 2          | 2          | 4          | 121     | 149       | −28        | 6      |
| Francia       | 8          | 1          | 1          | 6          | 40      | 204       | −164       | 3      |

Nota: Se otorgan 2 puntos al equipo que gane un partido, 1 al que empate y 0 al que pierda.
|  | Clasifican a la final |

### Final
| 12 de noviembre | Inglaterra | 0 - 25 | Australia | Headingley, Leeds              |  |
|                 |            |        |           | Asistencia: 7.680 espectadores |  |

| Bandera de Australia |
| Campeón Australia    |
| Cuarto título        |